# 韦里西穆
韦里西穆是巴西米纳斯吉拉斯州的一个市镇。总面积1028.577平方公里，总人口3667人，人口密度3.6人/平方公里。